# Acropteris vagata
Acropteris vagata är en fjärilsart som beskrevs av Achille Guenée. Acropteris vagata ingår i släktet Acropteris och familjen Uraniidae. Inga underarter finns listade i Catalogue of Life.